# Grote Scheldeprijs 1984
Il Grote Scheldeprijs 1984, settantesima edizione della corsa, si svolse il 31 luglio per un percorso di 244 km, con partenza ed arrivo a Schoten. Fu vinto dal belga Ludo Peeters della squadra Kwantum Hallen-Decosol-Yoko davanti ai connazionali Jean-Marie Wampers e Ludwig Wijnants.

## Ordine d'arrivo (Top 10)
| Pos. | Corridore          | Squadra                          | Tempo    |
| ---- | ------------------ | -------------------------------- | -------- |
| 1    | Ludo Peeters       | Kwantum Hallen-Decosol-Yoko      | 5h58'00" |
| 2    | Jean-Marie Wampers | Splendor-Marc-Mondial Moquette   | a 33"    |
| 3    | Ludwig Wijnants    | Tonissteiner-Lotto-Mavic-Pecotex | a 50"    |
| 4    | Teun van Vliet     | Dries-Verandalux                 | s.t.     |
| 5    | Bert Wekema        | Panasonic                        | s.t.     |
| 6    | Stefan Aerts       | Safir-Van De Ven                 | s.t.     |
| 7    | Ronny Van Holen    | Safir-Van De Ven                 | a 2'00"  |
| 8    | Luc Govaerts       | Europ Decor-Boule d'Or           | s.t.     |
| 9    | Walter Planckaert  | Panasonic                        | a 2'15"  |
| 10   | William Tackaert   | Fangio-Ecoturbo-Eylenbosch       | s.t.     |